# Frederico Borromeu (1564-1631)
Frederico Borromeu ou Federico Borromeo ou Federigo Borromeo (Milão, 18 de agosto de 1564 – Milão, 22 de setembro de 1631) foi um cardeal italiano da Igreja Católica e Arcebispo da Arquidiocese de Milão.

## Juventude

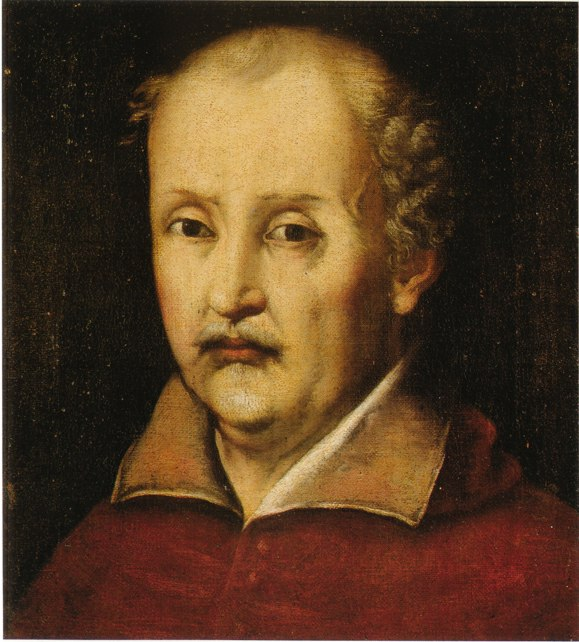
Federico Borromeo

Federico Borromeo nasceu em Milão como o segundo filho de Giulio Cesare Borromeo, Conde de Arona, e Margherita Trivulzio. A família era influente tanto na esfera secular quanto na eclesiástica e Federico era primo de São Carlos Borromeu, este último arcebispo de Milão e uma figura importante durante a Contra-Reforma.
Estudou em Bolonha com o cardeal Gabriele Paleotti e em 1580, aos 16 anos, pediu para ser jesuíta. Seu primo Carlos Borromeo dissuadiu-o e mandou-o para o Collegio Borromeo de Pavia, onde permaneceu cinco anos. Em maio de 1585, ele obteve o doutorado em teologia na Universidade de Pavia. Após a morte de seu primo Carlos, ele foi enviado a Roma para estudos superiores, onde foi fortemente influenciado por Filipe Néri, César Barônio e Roberto Belarmino. Federico Borromeo foi nomeado cardeal pelo Papa Sisto V em 18 de dezembro de 1587, com apenas 23 anos.
Como cardeal, participou nos conclaves de setembro de 1590, outono de 1590, 1591, 1592, março de 1605, maio de 1605 e 1623 (esteve ausente da eleição de 1621). Sua participação no primeiro conclave de 1590, aos 26 anos, fez dele um dos cardeais mais jovens a participar da eleição de um pontífice.
Em Roma, Federico não estava particularmente interessado em questões políticas, mas se concentrou na bolsa de estudos e na oração. Ele colaborou na publicação da Vulgata Sixto-Clementine e na publicação dos atos do Concílio de Trento.

## Arcebispo de Milão

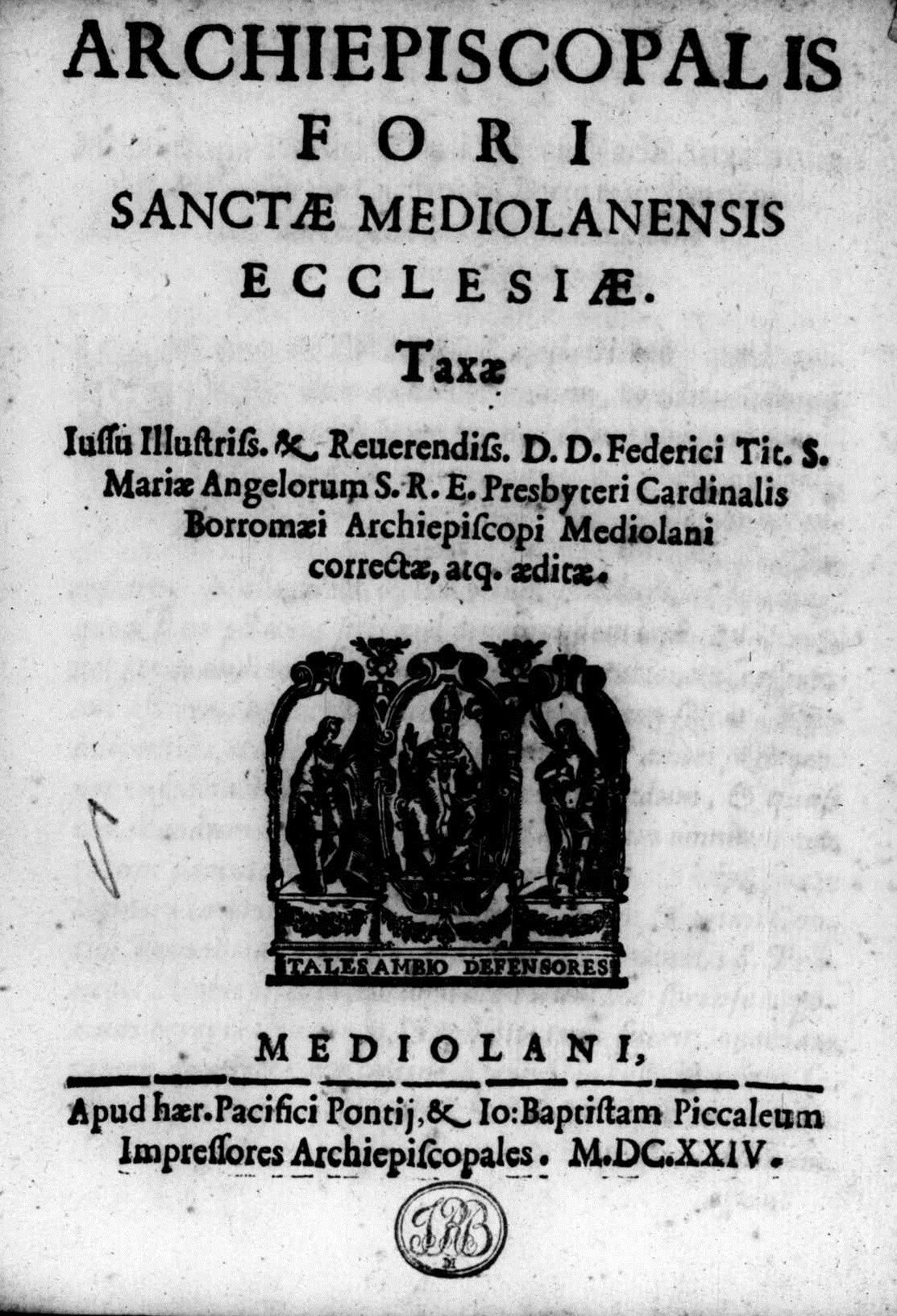
Archiepiscopalis fori Sanctae Mediolanensis Ecclesiae taxae, 1624

Em 24 de abril de 1595, o Papa Clemente VIII nomeou Federico arcebispo de Milão e o consagrou bispo em 11 de junho de 1595 em Roma. Ele seguiu o exemplo de seu primo mais velho ao promover a disciplina do clero, fundando igrejas e faculdades às suas próprias custas e aplicando em todos os lugares os princípios reformados estabelecidos pelo Concílio de Trento .
Em 1609, ele fundou a Biblioteca Ambrosiana, um colégio de escritores, um seminário de sábios, uma escola de belas artes e, depois do Bodleian em Oxford, a primeira biblioteca genuinamente pública da Europa. Borromeo mandou erguer a famosa estátua de São Carlos Borromeu em Arona, apoiou o desenvolvimento do Sacri Monti do Piemonte e da Lombardia (hoje Patrimônio da Humanidade) e participou do embelezamento do Duomo di Milano, onde está sepultado.
Um dos São Bartholomew, Brugherio 's eventos mais notáveis foi o reconhecimento papal de uma porção dos restos dos três Magi, acredita-se ter sido transferido em Colónia por Borromeo em 27 de Maio de 1613. estes foram transferidos a partir de santo Ambrogio da igreja, sob a supervisão do pároco Francesco Bernardino Paleario.
Ele é mais notável por seus esforços para alimentar os pobres de Milão durante a grande fome de 1627-1628. Ele participou de oito conclaves papais.
Federico Borromeo morreu em Milão em 21 de setembro de 1631 aos 67 anos.

## Trabalhos

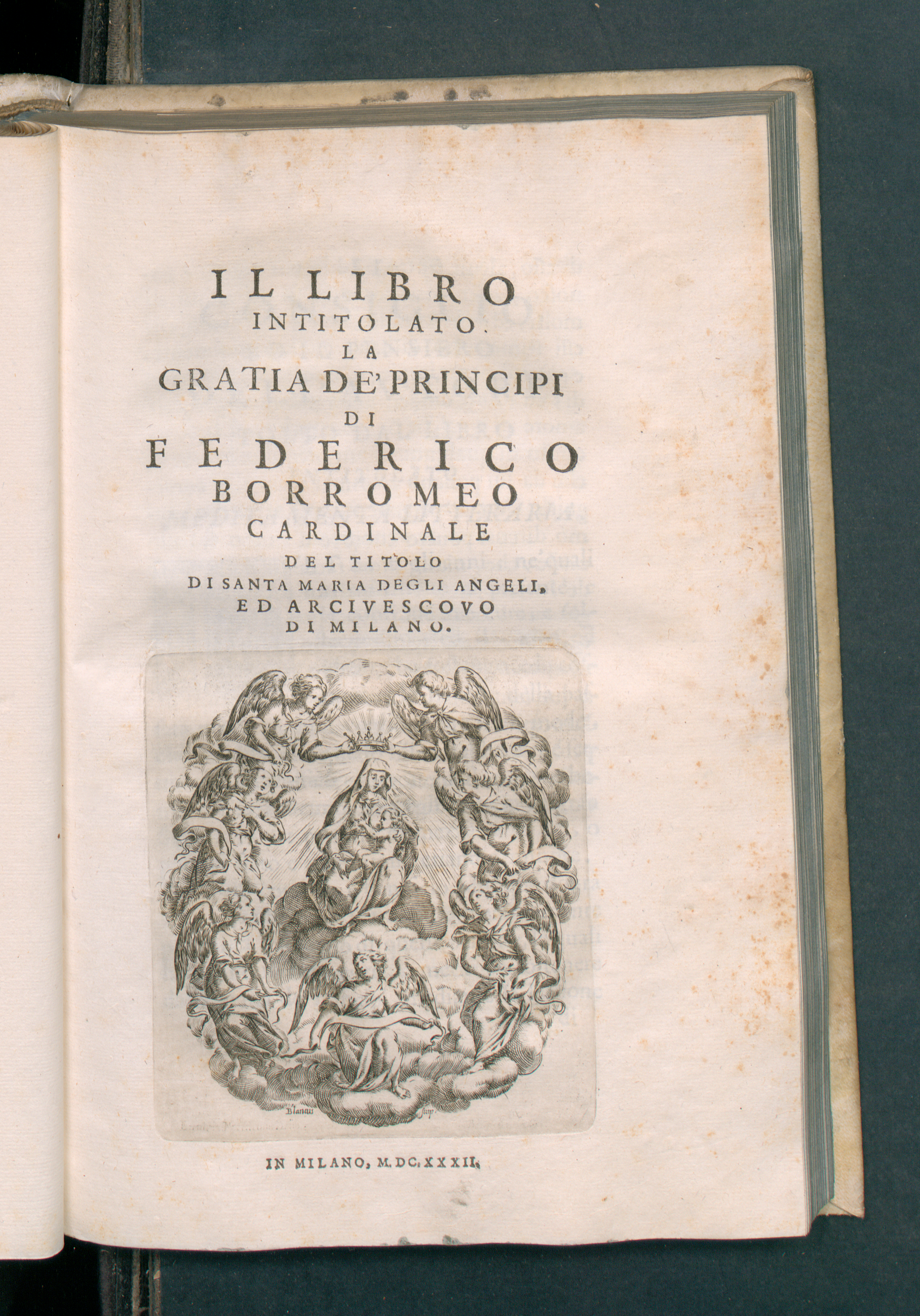
Gratia de' principi, 1632

Federico Borromeo compôs cerca de 71 livros impressos e 46 manuscritos escritos principalmente em latim que tratam de várias ciências eclesiásticas. Suas obras mais conhecidas são Meditamenta litteraria (1619), De gratia principum (1625), De suis studiis commentarius (1627), De ecstaticis mulieribus et illusis (1616), De adquirendo contemplationis habitu, De assidua oratione, De naturali ecstasi (1617), De vita Catharinae Senensis monacae conversae (1618), Tractatus habiti ad sacras virgines (1620-1623), De cognitionibus quas habent daemones (1624) e De linguis, nominibus et numero angelorum (1628).
- Outros trabalhos
- Archiepiscopalis fori Sanctae Mediolanensis Ecclesiae taxae (em latim). Milano: eredi Pacifico Da Ponte. 1624

## Legado
Federico Borromeo aparece como personagem no romance de Alessandro Manzoni de 1827, Os Noivos (I promessi sposi), no qual ele é caracterizado como um humanista inteligente e servo santo de Cristo, servindo abnegadamente ao povo milanês durante a peste de 1630. Em 1685, os cidadãos de Milão ergueram uma estátua de mármore dele próximo aos portões da Biblioteca Ambrosiana.
Enquanto estava a serviço de Federico Borromeo, Aquilino Coppini publicou em 1607 seu livro de madrigais sagrados com textos contrafacta preparados por ele, baseados em obras de Claudio Monteverdi e outros.